# 월영동
월영동(月影洞)은 대한민국 경상남도 창원시 마산합포구의 하위 행정동명이자 법정동명이다. 행정동으로는 법정 월영동 이외에도 대내동과 해운동을 포괄하고 있으며, 1990년대들어 아파트단지가 급속도로 형성되기 시작하여 이 일대를 월영마을로 칭하기도 한다. 일부 지역은 기존의 마산만을 매립한 지역에 포함된다.
상업 또한 유동인구가 많은 경남대학교와 월영광장을 중심으로 발달하였으며, 오거리인 월영광장의 특성을 본따 이 지역은 흔히 댓거리라는 이름으로 칭해지고 있다. 때문에 마산의 동서동(창동, 부림시장) 일대, 합성동(마산역, 마산시외버스터미널) 일대와 함께 마산의 대표적인 상권 지역 중의 한 곳으로 꼽히고 있다.

## 역사와 유래
'월영'이라는 명칭은 최치원이 이 지역에 세운 누각인 월영대에서 유래하였다. 이후 조선시대 초기까지 이 지역은 합포현 월영리였으나 조선 태종때 창원부로 편입되었다. 이후 1910년 마산부제가 실시됨에 따라 마산부 외서면으로 편입되었고, 1914년에 월영리에서 월영동으로 개칭 한 이래 현재에 이르고 있다. 1990년부터 2001년 1월 1일 구 폐지 직전까지는 합포구에 속해있었다. 이후, 2010년 7월 1일 인근의 옛 창원시, 진해시와 통합한 새로운 창원시가 출범하면서 마산합포구의 하위 행정구역으로 포함되었다.

## 법정동
- 월영동
- 대내동(臺內洞, 台內洞)
- 해운동(海雲洞)

## 교육

### 대학교
- 경남대학교
- 한국방송통신대학교 마산학습관

### 중학교
- 마산서중학교
- 해운중학교

### 초등학교
- 신월초등학교
- 해운초등학교
- 월포초등학교

## 교통
동을 통과하는 주간선도로로 밤밭고개로와 드림베이대로가 있으며, 보조간선도로로 가포로가 있다. 밤밭고개로를 통해 진동, 진전면으로 향하는 국도 제2호선을 이용할 수 있으며, 가포로를 통해 가포동으로 접근 할 수 있다. 또한 동 끝부분의 월영광장에서 마산 시내 북쪽이나 창원으로 갈 수 있는 3.15 대로로 진입 할 수 있다. 시내 외곽도로인 무학로 또한 여기서 기점으로 하고 있다.
창원시내버스의 대부분의 노선이 여기서 출발하기 때문에 시내버스가 각 지역으로 빈번히 운행되고 있으며, 마산남부시외버스터미널이 소재해 있어 타 지역으로 운행하는 시외버스를 이용할 수 있다.

## 관광
마산의 9경(景) 중 하나인 돝섬해상유원지로 유명한 돝섬이 월영동에 속한다. 돝섬과 육지를 오가려면 여객선을 이용해야 되는데, 여객선을 탈 수 있는 마산여객터미널은 월영동이 아닌 반월동에 위치하고 있다.

## 아파트
| 단지명                 | 건설사         | 시행사                          | 주소                     | 주소   | 입주        | 비고            |
| ---------------------- | -------------- | ------------------------------- | ------------------------ | ------ | ----------- | --------------- |
| 대내주공               | 진흥기업       | 대한주택공사                    | 마산합포구 월영북15길 21 | 대내동 | 2004년 7월  |                 |
| 월영대동               | 대동건설㈜     | 대동건설㈜                      | 마산합포구 월영마을로 10 | 월영동 | 1998년 4월  |                 |
| 마린애시앙 부영        | 부영주택㈜     | 부영주택㈜                      | 마산합포구 가포순환로 33 | 월영동 | 2019년 12월 |                 |
| 마산가포 사랑으로 부영 | 부영주택㈜     | 부영주택㈜                      | 마산합포구 가포로 154-11 | 월영동 | 2016년 11월 | 민간임대        |
| 월영현대 1차           | 현대산업개발   | 현대산업개발                    | 마산합포구 월영마을로 7  | 월영동 | 1998년 4월  |                 |
| 월영현대 2차           | 현대산업개발   | 현대산업개발                    | 마산합포구 월영마을로 52 | 월영동 | 1998년 8월  |                 |
| 월영동아 1차           | 동아건설산업   | 군인공제회                      | 마산합포구 월영남로 43   | 월영동 | 1998년 4월  |                 |
| 월영동아 2차           | 동아건설산업   | 동아건설산업                    | 마산합포구 월영마을로 29 | 월영동 | 1998년 11월 |                 |
| 월영 SK VIEW           | 에스케이건설㈜ | 월영주공 주택재건축정비사업조합 | 마산합포구 월영남12길 12 | 월영동 | 2017년 8월  | 월영주공 재건축 |